# 虞書欣
虞書欣（ユー・シューシン、英語名 Esther Yu、1995年12月18日 - ）は、中国の女優、歌手、アイドル。中国の期間限定アイドル「THE9」の元メンバー。愛称は「欣欣」「虞美人」「鱼头星星」。上海市出身。シンガポールのラサール芸術大学卒業。公式ファン名は「小石榴」、ファン間では「鱼丝」。イメージカラーは石榴紅。

## 経歴
上海市出身。シンガポールのラサール芸術大学で演技を学ぶ。
2016年、『新邊城浪子』（北京テレビ）でテレビドラマデビュー。
2018年、『最親愛的你』（Youku）で連続ドラマ初主演を果たす。
2020年、中国のオーディション番組『青春有你2（Youth With You 2）』に出演し、2位で期間限定アイドル『THE9』のメンバーとしてアイドルデビュー。その後も女優としてのキャリアを歩み続け、2022年に出演したドラマ『苍兰诀（蒼蘭訣・エターナルラブ）』は大きな話題を生み、女優としての人気に火を付けた。
2022年12月18日、自身初のEP『Esther』を販売。
2023年12月30日、『非诚勿扰3』にて、映画デビューを果たす。
2024年、バラエティー番組『中餐厅8』、ドラマ『永夜星河』が話題を呼び、時の女優へと地位を押し上げた。
2024年12月18日、自身の誕生日に、配信アルバム『Spicy Honey』を発売し、アーティストとしてもさらなる活躍を遂げた。

## 出演

### 映画
- 非诚勿扰3（2023年12月30日） - 朱迪（ジュディ） 役

### テレビドラマ
※ 太字メイン、もしくは主役。
- 新邊城浪子（2016年、北京テレビ） - 青蛇 役
- 三国志〜司馬懿 軍師連盟〜（2017年、江蘇テレビ / 安徽テレビ） - 大公主 役
- 平凡歲月（2017年、北京テレビ / 安徽テレビ） - 李小雅 役
- 最親愛的你（2018年、Youku） -  陳晨晨 役
- 私の妖怪彼氏2 (我的奇妙男友2)（2019年、Mango TV） -  ティエン・ジンジー 役
- 働く女子流ワタシ探し (下一站是幸福)（2020年、湖南テレビ / Mango TV） -  蔡敏敏 役
- 若様!私がお守りします (少主且慢行)（2020年、iQIYI） -  田三七 役
- 若様、それでも私をお気に召す (少爷与我的罗曼史)（2020年、WeTV） -  程千語 役
- 月光変奏曲〜君とつくる恋愛小説〜（2021年、iQIYI） -  チュー・リー 役
- 蒼蘭訣〜エターナル・ラブ〜（2022年、iQIYI） -  小蘭花（シャオランファー） 役
- 2人の恋の森 〜A Romance of the Little Forest〜 (两个人的小森林)（2022年、Youku)  -  虞美人（ユー・メイレン）役
- 雲之羽 〜揺らめく愛、刹那の二人〜（2023年、iQIYI） -  雲為衫（ユン・ウェイシャン）役
- 祈今朝〜失われた記憶、共鳴する愛〜（2024年、WeTV） -   越祈（ユエ・チー） 役
- 永夜星河（2024年、WeTV） -   凌妙妙/林虞/慕青时 （リン・ミャオミャオ）役
- 嘘，国王在冬眠　~Ski into Love~（2025年、Youku）-  衛枝（ウェイジー） 役
- 双轨 ~Speed andante Love~ (未発表、iQIYI)  -  姜慕（ジャン・ムー） 役

### バラエティ
- 一年級·畢業季（2016年10月 - 2017年1月、湖南テレビ）
- 声临其境第三季 The Sound: Season 3 (2019年、湖南テレビ)
- 青春有你2 Youth With You 2（2020年3月12日 - 2020年6月6日、iQIYI）
- 非日常派对 Let's Party レギュラー（2020年 iQIYI）
- 跨次元新星 Dimension Nova レギュラー (2020年10月-12月、iQIYI)
- 青春有你3 Youth With You 3 助教 （2021年2月18日－2021年5月1日、iQIYI）
- 超有趣滑雪大会 Let's Go Skiing レギュラー (2022年1月−3月、iQIYI)
- 中餐厅8 レギュラー(2024年、湖南卫视)

## 音楽活動
◎個人発表
・EP「Esther」(2022年12月18日)
　収録曲- 01. Oh My
　　　　  02. 未完待续
　　　　  03. 失忆（ドラマ「蒼蘭訣~エターナル・ラブ~」より、配信版未収録）
　　　　  04. 雨过天晴(ドラマ「两个人的小森林」より、配信版未収録)
・配信アルバム「Spicy Honey」(2024年12月18日)
　収録曲- 01. Spicy Honey
　　  　　02. Laffy Taffy
　  　　　03. How Not To Be
　　  　　04. Girls Night Out
　　  　　05. Last One Standing
　  　　　06. Spicy Honey (Chinese ver.)
　　  　　07. 在干嘛呀 (Laffy Taffy Chinese ver.)
　　 　　 08. True Love
◎ドラマ・企業タイアップ
・『恋爱练习题』(2019年2月 「我的奇妙男友2~私の妖怪彼氏2~」より)
・『自从遇见你』(2020年2月 ドラマ「少主且慢行~若様！私がお守りします~」より)
・『初礼来了』(2021年5月 ドラマ「月光変奏曲~君とつくる恋愛小説~」より)
・『失忆』(2022年8月 ドラマ「蒼蘭訣〜エターナル・ラブ〜」より)
・『想和你』(2022年8月 王鹤棣とコラボ)
・『好像都一样』『雨过天晴』(2022年9月 ドラマ「两个人的小森林」より)
・『赐梦』(2023年9月 ドラマ「雲之羽~揺らめく愛、刹那の二人~」より)
・『尝试一切』(2023年11月 上海ディズニーランド「ズートピア」テーマソング)
・『祈』『盼』(2024年2月 ドラマ「祈今朝~失われた記憶、共鳴する愛~」より)
・『星·空投』(2024年8月 オンラインゲーム「和平精英」より)
・『心弦Heart』『时空协奏』(2024年10月 オンラインゲーム「和平精英」より)
・『澎湃』『寄明月』(2024年12月 ドラマ「永夜星河」より)

◎THE9での音楽活動
・EP「斯芬克斯X谜(Sphinx X Mystery)」(2020年8月10日)
　　参加曲- 01. 斯芬克斯（SphinX）
　　　　　  02. Not Me 
・アルバム「虚实X境(MatriX)」(2020年12月25日)
　　参加曲- 01. Dumb Dumb Bomb
　　　　  　03. Gwalla (ソロ曲)
・EP「RefleXtion」(2021年5月22日)
　　参加曲- 01. Hello
　　　　　  02. 异兽
・EP「THE NINE」(2021年12月5日)
　　参加曲- 01. 我们啊
　　　　　 02. Devil’s song 
　　　　　  03. 驭舞者
・『超闪的夏天』(2020年7月 oppoタイアップソング)